# Merenskyit
Merenskyit ist ein eher selten vorkommendes Mineral aus der Mineralklasse der „Sulfide und Sulfosalze“ mit der idealisierten chemischen Zusammensetzung PdTe2 und damit chemisch gesehen Palladium-Tellurid. Als enge Verwandte der Sulfide werden die Telluride in dieselbe Klasse eingeordnet.
Merenskyit kristallisiert im trigonalen Kristallsystem, konnte bisher aber nur in Form von winzigen Körnern entdeckt werden, die meist eng mit anderen Palladium- und Platin-Mineralen verwachsen sind. Das in jeder Form undurchsichtige (opake) Mineral zeigt auf den Oberflächen der stahlgrauen, auf polierten Flächen auch weiß erscheinenden Körner einen metallischen Glanz.

## Etymologie und Geschichte

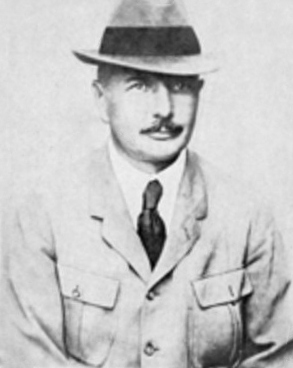
Namensgeber Hans Merensky

Erstmals entdeckt wurde Merenskyit im Merensky Reef, eine der größten bekannten Lagerstätten für Platinmetalle im südafrikanischen Bushveld-Komplex. Die Erstbeschreibung erfolgte 1966 durch G. A. Kingston, der das Mineral nach dem südafrikanischen Geologen, Prospektor und Entdecker Hans Merensky (1871–1952) benannte, der die ebenfalls nach ihm benannte Typlokalität des Minerals entdeckte.
Ein Aufbewahrungsort für das Typmaterial des Minerals ist bisher nicht bekannt (Stand 2020).

## Klassifikation
Bereits in der veralteten 8. Auflage der Mineralsystematik nach Strunz gehörte der Merenskyit zur Mineralklasse der „Sulfide und Sulfosalze“ und dort zur Abteilung der „Sulfide mit [dem Stoffmengenverhältnis] M : S < 1 : 1“, wo er zusammen mit Berndtit, Kitkait, Melonit und Moncheit die „Melonit-Reihe“ mit der System-Nr. II/C.11 bildete.
Im Lapis-Mineralienverzeichnis nach Stefan Weiß, das sich aus Rücksicht auf private Sammler und institutionelle Sammlungen noch nach dieser alten Form der Systematik von Karl Hugo Strunz richtet, erhielt das Mineral die System- und Mineral-Nr. II/D.28-40. In der „Lapis-Systematik“ entspricht dies ebenfalls der Abteilung „Sulfide mit [dem Stoffmengenverhältnis] Metall : S,Se,Te < 1 : 1“, wo Merenskyit zusammen mit Berndtit, Kitkait, Melonit, Moncheit, Shuangfengit, Sudovikovit und Verbeekit die „Melonit-Gruppe“ bildet (Stand 2018).
Die seit 2001 gültige und von der International Mineralogical Association (IMA) bis 2009 aktualisierte 9. Auflage der Strunz’schen Mineralsystematik ordnet den Merenskyit dagegen in die Abteilung der „Metallsulfide mit M : S ≤ 1 : 2“ ein. Diese ist zudem weiter unterteilt nach dem genauen Stoffmengenverhältnis und den in der Verbindung vorherrschenden Metallen, so dass das Mineral entsprechend seiner Zusammensetzung in der Unterabteilung „M : S = 1 : 2; mit Cu, Ag, Au“ zu finden ist, wo es zusammen mit Berndtit, Kitkait, Melonit, Moncheit, Shuangfengit und Sudovikovit ebenfalls die „Melonitgruppe“ mit der System-Nr. 2.EA.20 bildet.
Auch die vorwiegend im englischen Sprachraum gebräuchliche Systematik der Minerale nach Dana ordnet den Merenskyit in die Klasse der „Sulfide und Sulfosalze“ und dort in die Abteilung der „Sulfidminerale“ ein. Hier ist er ebenfalls in der „Melonitgruppe (Trigonal: P3m1) AX2-Typ“ mit der System-Nr. 02.12.14 innerhalb der Unterabteilung „Sulfide – einschließlich Seleniden und Telluriden – mit der Zusammensetzung AmBnXp, mit (m+n) : p = 1 : 2“ zu finden.

## Chemismus
Der idealisierten chemischen Zusammensetzung von Merenskyit (PdTe2) zufolge besteht das Mineral aus Palladium (Pd) und Tellur (Te) im Stoffmengenverhältnis von 1 : 2. Dies entspricht einem Massenanteil (Gewichts-%) von 29,43 Gew.-% Pd und 70,57 Gew.-% Te.
Die Mikrosondenanalyse an einem Korn aus der Typlokalität Merensky Reef in Südafrika ergab allerdings eine leicht abweichende Zusammensetzung von 23,1 Gew.-% Pd und 50,2 Gew.-% Te sowie zusätzlich 1,8 Gew.-% Platin (Pt) und 14,2 Gew.-% Bismut (Bi), die Anteile von Palladium und Tellur diadoch ersetzen. Daraus ergibt sich die empirische Verhältnisformel von (Pd,Pt) : (Te,Bi) = 1 : 2,06 sowie die empirische Summenformel (Pd,Pt)(Bi,Te)2.

## Kristallstruktur
Merenskyit kristallisiert isostrukturell mit Moncheit in der trigonalen Raumgruppe P3m1 (Raumgruppen-Nr. 164) mit den Gitterparametern a = 3,84 Å und c = 5,26 Å sowie einer Formeleinheit pro Elementarzelle.

## Bildung und Fundorte
Merenskyit bildet sich typischerweise in disseminierten interstitiellen Segregationen von Cu-Fe-Ni-Sulfiden und umschließenden Silikaten, wo er als Haupt-Pd-Pt-tragendes Mineral mit zahlreichen anderen Pt-Pd-Mineralen vergesellschaftet auftritt, so unter anderem mit Moncheit, Melonit, Chalkopyrit, Chromite, Cooperit, Kotulskit, Laurit, Magnetit, Michenerit, Pentlandit, Pyrit, Pyrrhotin und Sperrylith. Daneben kennt man als weitere Begleitminerale noch Bleiamalgam und Menshikovit.
Als eher seltene Mineralbildung kann Merenskyit an verschiedenen Fundorten zum Teil zwar reichlich vorhanden sein, insgesamt ist er aber wenig verbreitet. Weltweit sind bisher rund 170 Fundstellen dokumentiert (Stand 2020). Außer an seiner Typlokalität im Merensky Reef sowie in einigen nahe gelegenen Platingruben in der Umgebung von Rustenburg im Distrikt Bojanala Platinum der Provinz Nordwest, fand sich das Mineral in Südafrika noch an mehreren Fundstellen und Gruben in der Gemeinde Mogalakwena sowie bei Burgersfort und Capricorn in der Provinz Limpopo und in der Nickelgrube Nkomati bei Waterval im Distrikt Nkangala der Provinz Mpumalanga.
In Deutschland konnte das Mineral bisher nur in den Steinbrüchen Rieder mit Karbonat-Gängen und seltenen Selen-Mineralen bei Ballenstedt im Landkreis Harz in Sachsen-Anhalt und Grenzland I bei Neustadt in Sachsen im Landkreis Sächsische Schweiz-Osterzgebirge.
Der bisher einzige bekannte Fundort in Österreich ist die ehemalige Grube Gaiswand mit sulfidischen Erzen in Chlorit-Schiefer im Felbertal nahe Mittersill im Salzburger Land.
Weitere Fundorte liegen unter anderem in der Ägypten, Antarktis (Vestfoldberge), Argentinien, Australien, Botswana, Brasilien, Bulgarien, China, der Demokratischen Republik Kongo, Elfenbeinküste, Finnland, Griechenland, Grönland, Indien, Italien, Kanada, Marokko, Nordmazedonien, Norwegen, Pakistan, Papua-Neuguinea, auf den Philippinen, in Polen, Russland, Schweden, Serbien, Simbabwe, Spanien, Tschechien, im Vereinigten Königreich (Schottland) und den Vereinigten Staaten von Amerika (Colorado, Montana, Nevada, Wyoming).